# Crit de Lluita
Crit de Lluita va ser un grup de rock combatiu del Baix Llobregat, actiu entre els anys 1995 i 1998, any en què va publicar el seu únic àlbum, Guerra per la terra, després del qual es van dissoldre. El seu primer concert va ser al bar Puerto Hurraco del barri barceloní del Poblenou l'any 1995. El 2006 el grup va tornar als escenaris per a dur a terme una gira de tres concerts.
Malgrat les seves poques actuacions i cançons publicades, ha esdevingut un grup de gran acceptació gràcies al to directe i reivindicatiu de les seves lletres combatives sobre política independentista i crítica social.

## Discografia
- Guerra per la terra (Radikal Records, 1998)[4]